# Kubra Khademi
Kubra Khademi (paschtunisch کبرا خادمي, geboren 1989 in der Provinz Ghor, Afghanistan) ist eine afghanische zeitgenössische Künstlerin. Nach einer Performance in Kabul erhielt sie Morddrohungen und floh 2015 ins Exil in Paris. Ihr Werk, das aus großformatigen Bildern und Performances besteht, wurde international ausgestellt und ist seit vielen Jahren Ausdrucksmittel, um auf die Gewalt in ihrer Heimat zu reagieren.

## Leben und Wirken
Kubra Khademi wuchs mit neun Geschwistern auf und zog 2008 in die afghanische Hauptstadt Kabul, um Kunst zu studieren. Ihr Vater starb, als sie 13 Jahre alt war und sie musste ihren Bruder um Erlaubnis bitten, nach Kabul gehen zu dürfen. „Wir waren sechs Töchter zu Hause, perfekt, um gemeinsam einen Teppich zu weben und Geld für die Familie zu verdienen.“ Nachts studierte Khademi, während sie weiter webte. „Dank dieser Stickereien habe ich genug Geld gespart, um nach Kabul zu gehen.“ Da es in der Provinz Ghor, wo sie aufwuchs, kein Geburtenregister gab, wählte sie den 26. Februar als ihren Geburtstag.
Khademi studierte Bildende Kunst an der Universität Kabul. Zuvor war sie an der Beaconhouse National University in Lahore, Pakistan, eingeschrieben. In Lahore begann sie, mit öffentlichen Performances zu arbeiten, die sie in Kabul fortsetzte. Ziel dieser Performances war es, mit künstlerischem Ausdruck auf die von Männern dominierte Gesellschaft und patriarchale Politik zu reagieren. Nach der Aufführung ihrer Performance Armor im Jahr 2015 musste Khademi aufgrund von Morddrohungen aus ihrem Heimatland fliehen und lebt nun in Frankreich im Exil. Sie erhielt politisches Asyl.
Im Jahr 2016 wurde ihr vom französischen Kulturministerium der Ordre des Arts et des Lettres (deutsch Orden der Künste und der Literatur) verliehen. Seit 2017 ist Khademi Mitglied des Ateliers der Künstler im Exil in Paris. Im Jahr 2019 wurde sie für Revelations Emerige nominiert, bevor sie den 1%-Preis der Stadt Paris gewann. Kubra Khademi ist Resident in der Fondation Fiminco und Preisträgerin des Salomon Foundation Residency Award 2020. Sie stellt ihre Werke weltweit aus.

## Werk
Kubra Khademi thematisiert mit Performances und großformatigen Gouache-Zeichnungen die gewalttätige patriarchalische Gesellschaft ihres Heimatlandes. Khademi hat 2022 an der Werkschau Walk! in der Schirn Kunsthalle Frankfurt teilgenommen, das Museum Pfalzgalerie in Kaiserslautern widmete ihr im gleichen Jahr eine Einzelausstellung. Seit vielen Jahren nutzt sie ihre Bilder und Performances, um widerständisch gegen die Gewalt in ihrer Heimat, aufmerksam zu machen.

### Performancekunst
Seit ihrer Kindheit war Khademi mit sexualisierter und anderen Formen von Gewalt konfrontiert. Trotz Vollverschleierung mit der Burka, oder wie im Iran mit einem Tschador, wurde sie von Fremden angefasst und belästigt. Um auf ihre Situation als Frau in Kabul aufmerksam zu machen, hat Kahemi sich einen Körperpanzer aus Eisen, eine feministische Rüstung, geschmiedet, der ihre Brüste und ihren Hintern betonte und ist damit am Nachmittag des 26. Februar 2015 acht Minuten durch einen belebten Vorort unweit der Universität Kabul gelaufen. Mit ihrer performativen Kunst riskierte sie ihr Leben, sie wurde von männlichen Passanten beschimpft und mit Steinen beworfen. Ihre Performance, die unter dem Namen Armor bekannt wurde, fand schnell Verbreitung in den sozialen Medien.
Die unmittelbaren Reaktionen auf Khademis Performance lassen vermuten, dass niemand deren Sinn als Protestaktion verstand. In einem Interview mit der New York Times berichtete sie über die Auswirkungen ihrer kurzen Performance: „Sie beschimpften mich und machten sich über mich lustig, indem sie sagten: „Sie ist verrückt, sie ist eine Ausländerin, sie hat den Verstand verloren, sie ist eine Prostituierte.“ Dennoch wäre ich unglücklich gewesen, wenn ich diese Aufführung nicht gemacht hätte. Es war ein voller Erfolg. Sie hat alle aufgerüttelt und die Debatte schamlos an die Öffentlichkeit gebracht.“ Sie betonte, dass ihre Performance den Alltag von Frauen in Afghanistan, die jederzeit sexueller Belästigungen ausgesetzt sind, widerspiegle.
Freundinnen, die sie begleitet hatten, wurden ebenfalls bedrängt und waren sexueller Belästigung ausgesetzt. Khademi brach deswegen ihre Performance vorzeitig ab, statt der geplanten zehn Minuten, flüchtete sie nach acht Minuten in ein Taxi. Als sie im Taxi saß, schlugen einige Jugendliche immer wieder auf das Auto ein, das daraufhin losfuhr. Im Interview mit dem französischen Sender France 24 betonte sie:

„Wir leben in einer patriarchalischen Gesellschaft, in der Frauen als Bürger zweiter Klasse betrachtet werden. Wenn wir uns bei Männern beschweren, sagen sie uns in der Regel, dass niemand sie angreift, wenn eine Frau ein Kopftuch trägt. Aber das stimmt natürlich nicht, denn auch Frauen in Burkas werden belästigt. Ich denke, dass die Herrschaft der Taliban und der anschließende 13-jährige Krieg unsere Werte und unsere Kultur zerstört haben. Der Anstieg des Extremismus und der Gewalt haben zu Frustrationen geführt, die heute diese abweichenden Verhaltensweisen erklären. Frauen müssen die Mauer des Schweigens durchbrechen, so oft wie möglich über das Problem sprechen und Druck auf die Behörden ausüben, damit sie reagieren. Wenn ich schweige, wird eines Tages auch meine Tochter belästigt und ihre Tochter ebenfalls. Meine Generation muss diesen Teufelskreis durchbrechen.“

### Malerei
Khademi stellte in einer Pariser Ausstellung Kubra Khademi–From The Two Page Book in der Galerie Eric Mouchet die Sexualität und die Lust von Frauen in den Mittelpunkt. Im Alter von fünf Jahren nahm ihre Mutter sie und ihre Schwestern zum wöchentlichen Besuch im Hammam mit. Khademi beschrieb, wie sie sich der Schönheit der Körper um sie herum bewusst wurde: „Ich war sprachlos, als meine Mutter mir den Rücken massierte. Normalerweise hatte ich Schmerzen, bis ich weinte. Aber dann spürte ich gar nichts mehr. Ich sah mir diese nackten Frauen in ihrer ganzen Pracht an.“ Khademi begann zu Hause, das Gesehene zu zeichnen und zerstörte kurz darauf diese Zeichnungen, versteckte sie unter ihrem Bett, wohl wissend, dass sie etwas Verbotenes getan hatte. In Afghanistan wird der weibliche Körper tabuisiert und gilt als unanständig, die Darstellung eines menschlichen Akt ist verboten. Als die Mutter die Überreste der Zeichnungen entdeckt, bestraft sie ihre Tochter, indem sie sie mit einem Strick auspeitschte.
Ihre Werke sind großformatige Darstellungen mächtiger Göttinnen, die in kräftigen Farben gehalten und von Blattgold Schrift umgeben sind. Khademis Techniken beziehen sich auf mongolische und persische Miniaturmalerei und Verse des in Afghanistan geborenen persischen Dichters Dschalal al-Din Rumi aus dem 13. Jahrhundert begleiteten Szenen, die weibliche Lust darstellten. Khademis Arbeit bezieht sich auf die durch die Taliban zerstörte Kunst, die allzu oft auf Krieg und Taliban reduziert wird. Mit ihrem Tabubruch versucht sie diesen Kontrast darzustellen. Ihre Figuren, die sie als verbotene Schatten, verbannt und geächtet, bezeichnet, sind in schwebenden Zustand dargestellt. Dieser Stil ist Bestandteil der Kalligrafie und nennt sich Nasta'liq, was so viel wie in der Schwebe bedeutet.
Ein Werk zeigt eine Frau, die einen riesigen Penis kocht, als wäre er ein Stück Lamm. Khademi verbindet somit Tabus mit der afghanischen Kultur; hier wird ein Bezug zu afghanischen Hirten hergestellt. Andere Werke zeigen menstruierende Frauen, lesbischen Sex und wilde Orgien. Khademi spielt mit international verbreiteten Vorstellungen von weiblichen Körpern und deren Positionierung in der Gesellschaft. Eine Göttin, die ihren Darm entleert, sind Beispiele für diese Kritik. Die Profile sind grotesk, und die männlichen Genitalien sind überproportional groß dargestellt.

## Kontroversen
Für das Festival von Avignon entwarf sie 2022 das Festival-Plakat, das aufgrund der Darstellung von sechs nackten Frauen, die hintereinanderstehend mit den drei symbolischen Schlüsseln der Stadt Avignon zu sehen waren, kontrovers diskutiert wurde. Das Plakat wurde in den sozialen Medien als pädophil eingestuft. Der Direktor des Festivals, Olivier Py reagierte auf die Kontroverse, indem er die Vorwürfe zurückwies und betonte, dass Khademi mit ihrem Werk eine feministische Botschaft verbinde, da die Darstellung von nackten Frauenkörpern ein Symbol der Freiheit ist, die in Ländern wie Afghanistan so nicht möglich ist, und das heißt die Inszenierung der Körper freier Frauen, und genau frei, nackt zu sein.

## Hintergründe
Afghanistan befand sich in den Jahren 1979 bis 1989 in sowjetischer Besatzung, wurde von den Taliban überrannt und von 2001 bis 2021 in einen Krieg zwischen den Vereinigten Staaten und ihren Verbündeten einerseits und den Taliban andererseits verwickelt. Die Kuratorin Guilda Chahverdi berichtete in der New York Times über die Gefährlichkeit, in Afghanistan künstlerischen Tätigkeiten nachzugehen und betonte, dass Kunst und Kultur aufgrund der Assoziation mit dem unreinen Westen in Verbindung gebracht wird und deswegen „eindeutig ein Ziel der Taliban“ sei. „Zeitgenössische Kunst genießt in Afghanistan kein hohes Ansehen. Es wird als eine Untergrabung der Religion, der Moral und der Würde der afghanischen Tradition angesehen. Alles, was diese Würde untergräbt, ist inakzeptabel und muss ausgerottet werden“, führte Chaverdi aus. Chahverdi kuratierte 2020 die Ausstellung Kharmohra: Art Under Fire in Afghanistan im Museum der Zivilisationen Europas und des Mittelmeers, bei der Kubra Khademis Metallanzug und ein Video ihrer Performance zu sehen war.
Seit der Machtübernahme der militant-islamistischen Taliban im August 2021 sind Frauen zunehmend aus dem öffentlichen Leben verbannt worden und ihre Rechte stark eingeschränkt.

## Ausstellungen (Auswahl)
- 2020: Kharmohra: Art Under Fire in Afghanistan Museum der Zivilisationen Europas und des Mittelmeers (Mucem-Museum) in Marseille, Frankreich
- 2021: From the Two Page Book Galerie Eric Mouchet, Paris
- 2022: Walk! in der Schirn Kunsthalle Frankfurt
- 2023: Sammlungspräsentation: Pablo Picasso Suite 156 mit Kubra Khademi im Museum Ludwig, Köln[19]

Einzelausstellungen
- 2022: Kubra Khademi – Political Bodies Museum Pfalzgalerie Kaiserslautern
- 2024/25: Kubra Khademi. Bread, work, freedom Städtische Galerie Karlsruhe

## Auszeichnungen
- 2016: Ordre des Arts et des Lettres (deutsch Orden der Künste und der Literatur) durch das französische Kulturministerium